# 美國國會及行政當局中國委員會
美國國會及行政當局中國委員會 （英語：Congressional-Executive Commission on China，簡記為CECC）是美国国会的独立委员会，于2000年10月通过H.R.4444号法案成立，被赋予的法律职能是“监察中国人权和法治发展”（其中一個工作是檢討香港一國兩制的實踐），并于每年向美国总统和美国国会提交一份年度报告。

## 职能
H.R.4444号法案中规定委员会的职能是：
1. 监督中华人民共和国国内符合或违反人权的行为，包括但不限于《公民权利和政治权利国际公约》和《世界人权宣言》中的各种具体权利。
2. 列出所有可能由于追求以上权利而被中华人民共和国政府囚禁、拘留、软禁、折磨或起诉的人的名单。
3. 监督中华人民共和国法治进展。
4. 监督并促进美国政府和私有组织发展有利于增进中美两国人员和思想交流或扩展中美两国人权法治方面合作的计划项目和活动。
5. 联络非政府组织：包括以适当的方式寻找特定的非政府组织并与其建立、保持联络，接受后者的报告与更新并对其进行评估。
6. 与美国国务院西藏事务特别协调官合作。
7. 每隔12个月，向美国总统和美国国会提交一份年度报告，介绍上一年中第1至3项工作方面的进展和发现。报告可以包括对立法和行政上的建议。
8. 在年度报告提交后的30天内，美国众议院国际关系委员会应当就报告中内容和建议举行听证会，以向众议院提出进一步的相关建议。
9. 向美国总统和美国国会提交年度报告的补充报告。

## 委員
|          | 多數黨 | 少數黨                                                                                                 |
| -------- | --- | --- |
| 參議院   | - 沙利文，阿拉斯加州，主席 - 湯姆·卡頓，阿肯色州                                                                                        | - 安迪·金，紐澤西州 - 傑夫·默克利，俄勒岡州 - 麗莎·布朗特·羅徹斯特，德拉瓦州 - 谭美·达克沃斯，伊利諾州 |
| 眾議院   | - 克里斯·史密斯，紐澤西州，共同主席 - 戴爾·斯特朗，阿拉巴馬州 - 爱丽丝·斯蒂芬尼克，紐約州 - 珍·基根斯，維吉尼亞州 - 扎克·纳恩，愛荷華州 | - 吉姆·麥高文，麻薩諸塞州                                                                              |
| 行政部門 | - 1席空缺，商務部 - 1席空缺，勞工部 - 3席空缺，國務院                                                                                   | - 1席空缺，商務部 - 1席空缺，勞工部 - 3席空缺，國務院                                                  |

## 工作成果
2002年至2012年，国会及行政部门中国问题委员会共计提交了11份年度报告，包括对国会在与中国外交方面的多个建议。2002年的报告中提出的建议包括：
1. 美国总统、政府高级官员和国会成员访问中国时提起人权问题。
2. 国会和行政当局扩大政府通过电台、电视和互联网向中国传播人权、劳工权和法治相关信息的努力。
3. 国会拨款至大学和非政府组织中，大力专门培养和中国有联系的美国宗教组织和其他机构的人员，以便帮助相关宗教领袖维护其宗教活动的自由。
4. 国会拨款非政府组织，以改善西藏少数民族的卫生、文化、教育情况。
5. 国会拨款非政府组织，以促进维吾尔文化保存和完善的项目。
6. 国会和行政当局向相关的法律事务所提供帮助，以便在和劳工权利相关的案子中增大获得法律代理的可能性。
7. 美国政府努力促成在特定地区和行业有共同生意的美国公司、中国公司与第三国公司参加的会议，共同寻找劳工权利侵犯的情况。
8. 国会拨款于合适的非政府机构，以培训中国的刑事辩护律师，促进中美刑事辩护律师的交流。

## 经费
委员会的活动经费由美国国会拨款，委员会必须就其在每一个税务年中的支出向国会提交报告。

## 成员
委员会由23人组成，包括：9名众议院议员，经众议院领袖磋商，由众议院议长选定；9名参议院议员，经参议院领袖磋商，由参议院议长选定；美国国务院、商务部、劳工部代表各一人，以及资深政府代表2人，均由美国总统选定。

## 其他
2020年7月13日，中華人民共和國外交部發言人華春瑩宣佈，中華人民共和國對美國國會及行政當局中國委員會及當中2名議員、1名非委員會議員及1名官員實施制裁。被制裁的議員為共和黨籍的佛羅里達州聯邦參議員馬可·魯比奧、德克薩斯州聯邦參議員泰德·克鲁兹和紐澤西州聯邦眾議員克里斯·史密斯，其中魯比奧和史密斯均為委員會成員。
2021年7月23日，中華人民共和國外交部宣佈，根據《反外國制裁法》決定對美國7名人員和一家實體實施制裁，美國國會及行政當局中國委員會前辦公室主任喬納森·斯迪沃斯（Jonathan Stivers）為其中1人。
2022年7月13日，中華人民共和國外交部宣佈，根據《反外國制裁法》決定對美國2名人士實施制裁，美國國會及行政當局中國委員會副主任托德·斯坦恩（Todd Stein）為其中1人。

### 引用
1. ↑  . CECC.   [2012-10-16]. （原始内容存档于2012-10-16）.
2. ↑  
.   [2020-07-18]. （原始内容存档于2020-09-22）.